# Manuel Maria Coelho

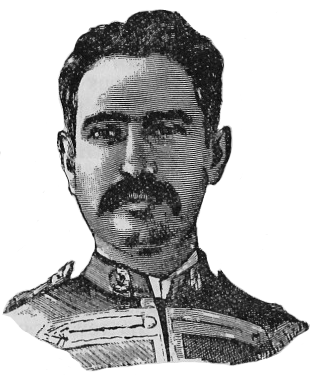
Tekening van Manuel Maria Coelho, gemaakt in 1891.

Manuel Maria Coelho (Chaves, 6 maart 1857 - Lissabon, 10 januari 1943) was een Portugees officier, politicus en premier tijdens de Eerste Portugese Republiek.

## Levensloop

### Militaire loopbaan, revolutionair en verbanning
Coelho volgde na zijn schoolopleiding aan de gymnasia van Braga en Porto een militaire loopbaan als officier in de infanterie. Al vanaf 1880 zette hij zich in voor het ideaal van de republiek en nam vanuit dit standpunt op 31 januari 1891 deel aan een republikeinse revolutie in Porto. De revolutie mislukte en vervolgens werd hij voor vijf jaar verbannen naar Angola. Later behoorde hij tot de weinige officieren die onderscheiden werden met de herinneringsmedaille van de Revolta do Porto.
Nadat zijn ballingschap in 1896 afliep en hij terugkeerde naar Portugal, probeerde hij tevergeefs een republikeinse beweging op te richten. Ontgoocheld over het mislukken van zijn bemoeiingen, nam hij militaire dienstposten aan in Angola en later in São Tomé en Principe.

### Eerste Portugese Republiek enEerste Wereldoorlog
Nadat op 6 oktober 1910 de Eerste Portugese Republiek werd uitgeroepen, was hij in de rang van majoor van 18 januari 1911 tot en met 26 januari 1912 gouverneur-generaal van Angola. Tijdens zijn ambtsperiode zette hij zich in voor de invoering van een dierenartsdienst en de versterking van de veeteelt. Daarna was hij tijdelijk algemeen directeur van de Staatskas (Caixa Geral de Depósitos) en de Spoorwegen van Mozambique (Companhia de Moçambique). Tijdens de Eerste Wereldoorlog werd hij in 1914 chef van een expeditiemissie in Zuid-Angola voor de aanleg van spoorwegen en later lid van een onderzoeksmissie voor de evaluatie van de aanleg van een plantage rode bieten in Angola.
In 1917 werd hij gouverneur-generaal van Portugees-Guinea (het huidige Guinee-Bissau). Daarna was hij in de rang van kolonel commandeur van het militair hospitaal van Campolide.

### Premierschap
In 1921 werd hij verkozen in de Assembleia da República. Nadat premier António Joaquim Granjo na de Lissabonse Bloednacht op 19 oktober 1921 vermoord was, werd hij diens opvolger als premier. In zijn interim-regering, die hij tot en met 5 november 1921 leidde, was hij tegelijkertijd minister van Binnenlandse Zaken.

### Publicaties en journalistieke activiteiten
Ten tijde van de Portugese monarchie schreef hij artikels in republikeins georiënteerde kranten. Van 1880 tot 1881 was hij redacteur van het Lissabonse weekblad Gerechtigheid (A Justiça), dat hij zelf opgericht had. In 1883 werd hij tevens aandeelhouder van de Handelskrant van Vila Real (Comércio de Vila Real).
Tijdens zijn verbanning in Angola werd hij in 1893 de uitgever van het weekblad De Provincie (A Província), dat in Luanda verscheen. In 1898 werd hij de uitgever van het in Porto gepubliceerde Blad van het Noorden (A Fôlha do Norte). Over zijn belevenissen tijdens de revolutie van januari 1891 schreef hij in 1901 samen met João Pinheiro Chagas Autor het boek Geschiedenis van de Revolutie van Porto (História da Revolta do Porto).
Nadat hij zich uit de politiek teruggetrokken had, was hij mede-uitgever van ongeveer dertig kranten en magazines waaronder het tussen 1929 en 1936 verschenen republikeinse magazine Sera Nova. In 1932 werd hij hoofdredacteur van de in Lissabon verschenen Krant van het Noorden (Diário da Noite).
Daarnaast was hij ook lid van de Geografische Maatschappij van Lissabon (Sociedade de Geografia de Lisboa).
- Bibliothèque nationale de France: cb12404106f (data)
- Gemeinsame Normdatei: 173240585
- International Standard Name Identifier: 0000 0000 8410 8967
- Library of Congress Control Number: no2007021356
- Système universitaire de documentation: 254602444
- Virtual International Authority File: 113622799
- WorldCat: E39PBJm4PKJRygbJpgWbDF8Hmd